# Ucayali (departement)

Departementets läge i Peru

Ucayali-regionen är ett av 24 departetemt i Peru. Det är beläget i la Selva Central (den centrala delen av regnskogen), i östra delen av landet. Departementet gränsar i norr till Loreto; i söder till Madre de Dios, Cusco och Junín; i öster till Brasilien; och i väster till departementen Huánuco, Pasco och Junín.

## Klimat
Klimatet är främst varmt regnskogsklimat, det är mycket små variationer i temperaturerna dag och natt, regnen är rikliga men inte som i Selva Alta (den högt belägna regnskogen).
På topparna och sidorna av bergskedjan Cordillera del Sira och Cordillera Azul, är temperaturen på dagen hög och nätterna är kyliga. Det finns också mycket moln mellan bergstopparna.
Det finns ett meteorologiskt fenomen som kallas "Fríos de San Juan" (”San Juan-kyla”), under vilket temperaturen sjunker kraftigt under cirka fyra dagar. Detta beror på luftmassor från Antarktis tränger in över lågområdet Río de la Plata, fortsätter över dalgången Paraná och tränger in i Peru via Madre de Dios och fortsätter mot norr i riktning mot ekvatorns lågt belägna områden.
| Regnperiod      | : februari, mars, april och maj.   |
| Torrperiod      | : juni, juli och augusti.          |
| Regnperiod      | : september, oktober och november. |
| Halvtorr period | : december och januari.            |

## Huvudort
Huvudorten är staden Pucallpa, som ligger på västra stranden av floden Ucayali i distrikten Callería, som är den viktigaste vattenleden i Selva Central.

## Administrativ indelning
Departementet Ucayali bildades 1980 genom sammanläggning av provinserna Ucayali och Coronel Portillo; och sedan 1982 består departementet av fyra provinser (huvudorten inom parentes) vilka i sin tur är indelade i 19 distrikt:
- Coronel Portillo (Pucallpa)
- Atalaya (Atalaya)
- Padre Abad (Aguaytía)
- Purús (Puerto Esperanza)

## Produktion
I departementet har man planterat in paiche, en fisk från regnskogen, avsett för intern konsumtion och för inledningsvis export till Tyskland, Spanien och Schweiz.